# Judith Gomez
Pour les articles homonymes, voir Gomez.
Judith Gomez, née le 20 août 1998 à Toulouse, est une tireuse sportive française.

## Carrière
Judith Gomez essaie d'abord plusieurs sports avant de commencer le tir à la carabine en 2007. Elle est licenciée au club des Mouettes de Royan. Elle est plusieurs fois médaillée aux championnats de France 10 mètres et 50 mètres et participe à de nombreuses compétitions internationales dont des championnats d'Europe où elle termine plusieurs fois à la 4e place.
Elle remporte le bronze en équipe mixte sur le Grand prix d'Osijek 2022 avec son coéquipier Lucas Kryzs.
Lors du Grand Prix de Ruse 2023, elle se qualifie pour sa première final en senior et elle sera médaillée d'or au tir à la carabine à air comprimé à 10 mètres en individuel.
En 2023, elle se qualifie pour sa première finale senior en coupe du monde sur le 3x20 à 50m lors de l'étape du Caire et termine 4e. Quelque mois après elle termine encore 4e lors de la coupe du monde de Lima sur la même épreuve, le 3x20 à 50m.
Lors des Jeux européens de 2023 à Cracovie, elle se qualifie en finale à 10m et terminera 7e de la compétition.
Lors de la saison 2022-2023 elle se classe 10ème au classement mondial à 50m en 3 positions femme et 31ème à 10m.
Elle participe à l'épreuve de carabine 50 m trois positions aux Jeux Olympiques de Paris, mais termine 17e et ne passe pas les qualifications.